# 2M1207
2M1207 ist ein junger Brauner Zwerg in der TW-Hydrae-Assoziation im Sternbild Wasserschlange, der von einem Objekt mit etwa 4 Jupitermassen begleitet wird. Der Begleiter mit der systematischen Bezeichnung 2M1207 b wird als erstes Objekt planetarer Masse angesehen, von dem ein direktes Foto gemacht werden konnte. Zur Abgrenzung von seinem Begleiter wird der Braune Zwerg auch als 2M1207 A bezeichnet.

## Hauptkomponente
2M1207 wurde im Jahr 2004 entdeckt und damals zuerst vorläufig, nach den 2MASS-Regeln, als „2MASSW J1207334-393254“ bezeichnet. Als Mitglied der TW-Hydrae-Assoziation wird 2M1207 auch als TWA 27 bezeichnet.
2M1207 ist etwa 211 Lichtjahre von der Erde entfernt und weist etwa 25 Jupitermassen auf. Er gehört der Spektralklasse M8 an und sein Alter wird auf 8 Millionen Jahre geschätzt.

## Der Begleiter
2M1207 b war der erste Exoplanet, der direkt auf optischem Wege (per Direct Imaging) wahrgenommen werden konnte und damit die Möglichkeit zu einer direkten spektroskopischen Untersuchung bietet. Der Planet wurde im Jahr 2004 bei dem Braunen Zwerg 2M1207 entdeckt, wodurch sich seine systematische Bezeichnung „2M1207 b“ ergab.
Der Planet hat etwa die vierfache Jupitermasse und wird daher als Gasriese eingestuft. Der Durchmesser des Planeten ist mit 214.000 km etwa 50 % größer als der des Jupiters. Die Distanz zwischen Begleiter und Braunem Zwerg beträgt etwa 40 AE.